# متحف كنود راسموسن

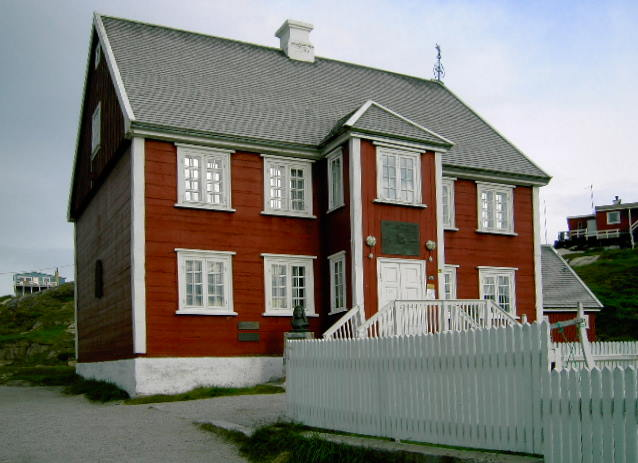
مسقط رأس كنود راسموسن، والآن متحف كنود راسموسن

متحف كنود راسموسن هو متحف مخصص لالشهير الدنماركي المستكشف يوحنا راسموسن. يقع في بلدة ايلوليسات، جرينلاند.

## وصلات خارجية
- موقع المتحف الرسمي نسخة محفوظة 4 ديسمبر 2013 على موقع واي باك مشين.

‌